# George Washington Williams (politico)
George Washington Williams (Bedford, 16 ottobre 1849 – Blackpool, 2 agosto 1891) è stato un politico, giornalista e avvocato statunitense.

## Biografia
A 14 anni è entrato nell'esercito dell'unione e ha combattuto nella  guerra civile americana. Successivamente è diventato pastore battista.
Nel biennio 1880-1881 ha fatto parte del parlamento dello stato dell'Ohio.
Ha scritto due libri sulla storia afroamericana, considerati i primi lavori sull'argomento tendenti all'oggettività invece che alla propaganda o all'apologia: History of the Negro Race in America from 1619 to 1880 e A History of the Negro Troops in the War of the Rebellion.
Nel 1890 scrisse una lettera aperta a Leopoldo II del Belgio sulla situazione dello Stato Libero del Congo.
Durante il viaggio di ritorno negli Stati Uniti morì sulla nave che lo stava trasportando, che era in sosta a Blackpool.

## Eredità
Nel 2015 due membri del Senato dell'Ohio hanno proposto di istituire il George Washington Williams Day per il 16 ottobre.
Una versione romanzata di Williams compare nel film del 2016 di David Yates The Legend of Tarzan, interpretato da Samuel L. Jackson.

## Opere
- History of the Negro Race in America from 1619 to 1880 (1882)
- A History of the Negro Troops in the War of the Rebellion (1888)